# Estadio Thammasat
El Estadio Thammasat es un estadio de usos múltiples de la ciudad de Pathumthani, área metropolitana de Bangkok en Tailandia. El estadio está ubicado al interior del campus Rangist de la Universidad de Thammasat, fue inaugurado en 1998 y tiene una capacidad para 25 000 espectadores. Es utilizado por los clubes Police United y Bangkok United que participan en la Liga Premier de Tailandia.
Fue construido para albergar una subsede de los Juegos Asiáticos de 1998 por la constructora Christiani y Nielsen, misma empresa que construyó el Monumento a la Democracia en Bangkok.
Su apariencia es la de una versión reducida del Estadio Rajamangala de Bangkok, las tribunas forman un anillo continuo que son bastante bajos detrás de cada arco, pero se levantan en cada costado. A diferencia del estadio Rajamangala, el Thammasat posee un techo que cubre las dos tribunas laterales. Lo más sorprendente de este estadio son las torres de iluminación, arquitectos de Tailandia por lo general favorecen pilones de hormigón pero estos están construidos en acero. Como se aprecia desde el exterior del estadio la base de cada torre parece un agarre desde el exterior del estadio y se apoyan dramáticamente en las tribunas para iluminar mejor el área de juego.